# Brezovka
Brezovka és un poble i municipi d'Eslovàquia. Es troba a la regió de Prešov, al nord del país. Amb una superfície de 3,27 km2, el 2021 tenia una població de 103 habitants. La primera referència escrita de la vila data del 1559.

## Demografia
| Godina             | 1994 | 2004   | 2014   | 2024   |
| ------------------ | ---- | ------ | ------ | ------ |
| Nombre de persones | 111  | 113    | 115    | 112    |
| Diferència         |      | +1,80% | +1,76% | −2,60% |

| Godina             | 2023 | 2024   |
| ------------------ | ---- | ------ |
| Nombre de persones | 111  | 112    |
| Diferència         |      | +0,90% |